# Niyazi Güney
Niyazi Güney (* 26. April 1974 in Trabzon) ist ein ehemaliger türkischer Fußballspieler und -trainer.

## Spielerkarriere
Güney spielte in der Nachwuchsabteilung PTT Ankara und wurde hier im Sommer 1993 als Amateurspieler in den Kader des Zweitligisten aufgenommen. Bis zum Saisonende absolvierte er insgesamt fünf Pflichtspieleinsätze für seine Mannschaft und erhielt dann zur Saison 1994/95 einen Profivertrag. Nachdem Güney in der Saison 1994/95 ebenfalls nur in einigen Spielen eingesetzt wurde, eroberte er sich mit der Saison 1995/96 einen Stammplatz.
Im Sommer 1996 wechselte Güney zum südtürkischen Erstligisten Gaziantepspor und spielte hier zweieinhalb Spielzeiten lang, ehe er für die Rückrunde der Saison 1998/99 an den Ligarivalen DÇ Karabükspor ausgeliehen wurde. Für die Saison 1999/2000 wurde er wieder im Kader behalten und in 14 Pflichtspielen eingesetzt. Mit seinem Verein beendete er diese Saison auf dem 3. Tabellenplatz und erreichte damit die beste Erstligaplatzierung der Vereinsgeschichte.
Nachdem Güney zuletzt bei Gaziantepspor über die Reservistenrolle nicht hinauskommen konnte, wurde er im Sommer 2000 an den Ligakonkurrenten MKE Ankaragücü abgegeben. Bei diesem Klub traf er auf den progressiven Cheftrainer Ersun Yanal und wurde von Anfang an von diesem als Stammspieler eingesetzt. Unter diesem Trainer erreichte der Klub in der Saison 2000/01 den sechsten Tabellenplatz und die beste Erstligaplatzierung seit zwölf Jahren. In der darauffolgenden Saison, der Saison 2001/02, wurde die Vorjahresleistung mit dem 4. Tabellenplatz überboten und damit die beste Erstligaplatzierung der Vereinsgeschichte wiederholt. 
Nach den zwei erfolgreichen Spielzeiten bei Ankaragücü wurde Güney im Sommer 2002 von Beşiktaş Istanbul verpflichtet. Hier konnte er unter dem Cheftrainer Mircea Lucescu zwar keinen Stammplatz erobern, jedoch wurde Güney von Lucescu in insgesamt 10 Pflichtspielen eingesetzt und erzielte dabei zwei Tore. Als Teil der Mannschaft zum hundertjährigen Vereinsbestehen wurde er mit dieser Türkischer Meister. Zusätzlich kam seine Mannschaft in dieser Saison bis ins Viertelfinale des UEFA-Pokals und erreichte damit die beste Vereinsplatzierung in den europäischen Pokalwettbewerben.
Zum Saisonende 2002/03 verließ er die Beşiktaş wieder und wechselte zum Ligarivalen Konyaspor. Nach einer Saison für Konyaspor zog er zu seinem alten Verein Ankaragücü weiter. Nachdem er bis zur nächsten Winterpause fünf Ligaspiele absolviert hatte, wurde er zur Rückrunde an den Erstligisten Diyarbakırspor abgegeben. Am Saisonende kehrte er aber zu Ankaragücü wieder zurück und spielte hier eine Saison lang.
Nachdem er bis zum Frühjahr 2009 für die Zweit- bzw. Drittligisten Mardinspor, Uşakspor und Pendikspor tätig gewesen war, beendete er seine Spielerlaufbahn.

## Trainerkarriere
Nach seiner Spielerkarriere arbeitete Güney für die Dauer von jeweils einer Saison bei Gençlerbirliği Ankara und Hacettepe SK als Nachwuchstrainer.

## Erfolge
Mit MKE Ankaragücü
- Vierter der Süper Lig: 2001/02

Mit Beşiktaş Istanbul
- Türkischer Meister: 2002/03
- Viertelfinals des UEFA-Pokals: 2002/03